# Pandanus longissimus
Pandanus longissimus är en enhjärtbladig växtart som beskrevs av Harold St.John. Pandanus longissimus ingår i släktet Pandanus och familjen Pandanaceae. Inga underarter finns listade.